# Вознесенський жіночий монастир (Тернівка)
Вознесенський жіночий монастир УПЦ (МП) — жіночий монастир Дніпропетровської єпархії Української православної церкви Московського патріархату.

## Опис
Знаходиться в місті Тернівка Дніпропетровської області. Заснований в 1998 році на місці Свято-Вознесенського храму на околиці міста. Там вже була виділена земельна ділянка площею 0,96 га та побудовані господарські споруди, приміщення для проживання кількох людей.
В обителі зараз 5 насельниць.
Престольне свято — Вознесіння Господнє.
Духовно окормляє монастир протоієрей Володимир Компанієць, настоятель Свято-Вознесенського храму міста Тернівка.
Старша сестра — монахиня Віра (Вострова).

## Місцезнаходження
Адреса: 51500, Україна, Дніпропетровська обл., Павлоградський район, м. Тернівка, вул. Троїцька, 60.
Проїзд: автобусом від залізничної станції «Павлоград-1» або маршрутного таксі від автостанції Дніпра.